# Xuân Lai, Gia Bình
Xuân Lai là một xã thuộc huyện Gia Bình, tỉnh Bắc Ninh, Việt Nam.
Xã Xuân Lai có diện tích 10,84 km², dân số năm 2002 là 8251 người, mật độ dân số đạt 761 người/km².